# Кьонсан-Пукто
Кьонсан-Пукто (на корейски: 경상 북도) е провинция в източната част на Южна Корея. Кьонсан-Пукто е с население от 2 775 890 жители (2002 г.) и обща площ от 19 440 км². Град Тегу е административен център на провинцията. Кьонсан-Пукто е основана през 1896 г. и в нея са разположени 10 града.